# Google Assistant
Google Assistant (Google Асистент) — розумний персональний асистент, розроблений компанією Google і представлений на конференції Google I/O 18 травня 2016 року. Додаткова функція програми — збір персональних даних користувачів в корпоративній системі машинного навчання.
Додаток вважається продовженням лінійки Google Now, але на відміну від нього, Google Assistant може брати участь у двосторонніх переговорах. Помічник також включений в Google Allo — додаток для миттєвого обміну повідомленнями, Google Home — розумний голосовий Wi-Fi динамік для управління будинком, Wear OS — ОС від Google для розумних годинників, Android TV — ОС від Google для телевізорів, а також в телефони, що працюють на базі ОС Android.

## Особливості
Google Assistant підключається до Google Now і може отримувати з нього інформацію, виводячи її в більш привабливому вигляді для користувача, також перевіряти погоду тощо. На відміну від інших продуктів Google, він може брати участь у двосторонній розмові, використовуючи алгоритм обробки природної мови Google.
В серпні 2018 року Google Assistant частково запрацював в Україні, але без підтримки української мови. Пізніше оновлення було частково відкликано до повної підтримки української.

## Стеження за користувачами
У складі Google Allo Асистент займається прослуховуванням, збереженням (як стверджує Google — назавжди) і систематизацією всіх діалогів користувача, в тому числі з метою пошуку ключових слів і понять. Для ряду повідомлень Асистент здатний автоматично пропонувати різні варіанти отримання товарів або послуг. Також Асистент спостерігає за стилем мовлення, обмеженим з метою напрацювання бази відповідей.
Незрозумілим залишається можливість стеження з боку міжнародної корпорації Google при використанні Google Home. Відомо лише, що Google відмовилася від додавання в пристрій кнопки, що відключає мікрофони за бажанням користувача. Також Google впровадила опціональний режим анонімізації запитів, в якому запити зберігаються без можливості перегляду історії зі свого облікового запису користувача.

## Інтеграція
4 жовтня 2016 року Google Assistant був представлений у телефоні Google Pixel. Потім з виходом Android 7.1 Nougat Google Assistant став доступний і для цієї операційної системи, замінивши Google Now.